# 十三里信號場
十三里信號場（日语：／ Tomisato  shingōjyo */?）位於日本北海道夕張市紅葉山，是北海道旅客鐵道（JR北海道）的信號場。站名的由來是自追分（站名原意是指「分岔點」之意）距離此處十三里。過往部份普通列車會通過不停靠。2016年3月26日起因客量稀少而遭廢站，降格為信號場。

## 廢站前車站構造
十三里站是一座只設有2個相對式的側式月台的車站，由於開業時是以簡易車站模式運作，並不建有站房，但位處國道274號旁邊的車站主入口，則設有一座由水泥建成的繼電器室，外牆寫有的名稱。
沿繼電器室旁的數級梯段可直達1號月台，而2號月台則須沿1號月台末端、經過行人天橋後才到達，而2號月台上也設有通往旁邊小路的另一個梯段出入口。
整個月台為全露天配置，除了站牌外並沒有其他的月台設施，候車室也是直接以天橋兩端的入口改築而成，並設有趟門。

## 車站周邊
車站旁主要是栽種夕張蜜瓜的農地。並沒有任何商業設施。但由於車站前為連接道央及道東的主要幹道國道274號，而附近亦設有夕張交流道，因此車輛流通量十分龐大。
- 國道274號
- 道東自動車道（道東高速公路）夕張交流道
- 夕張鐵道（日语：夕張鉄道）（夕張巴士）「十三里站前」巴士站

## 历史
- 1962年（昭和37年）12月25日 - 由日本國有鐵道設立。只有辦理客運業務。
- 1987年（昭和62年）4月1日 - 國鐵分割民營化後成為JR北海道轄下的車站。
- 2016年（平成28年）3月26日 - 因使用者減少廢止車站[1]。

## 相鄰車站
北海道旅客鐵道（JR北海道）
■石勝線
川端（K17）－（瀧之下信號場）－（瀧之上信號場）－（十三里信號場）－新夕張（K20）

## 外部連結
- （日語）全驛參觀之旅（页面存档备份，存于）